# 太平洋地域発展及び教育組織
太平洋地域発展及び教育組織（たいへいようちいきはってんおよびきょういくそしき、英: Pacific Rim Institute for Development & Education、略称：P.R.I.D.E（プライド））は、国際連合の6つの主要機関のひとつ「経済社会理事会」の特別諮問機関（NGO in SPECIAL）である。

## 概要
1990年、米国カリフォルニア州で認定（米国国税庁コード501(C)3）された非政府組織である。1999年、国際連合の主要組織のひとつ経済社会理事会の特別諮問機関とて位置づけられた。
本組織は現在の理事であるRao Joanが父（元米国連合艦隊司令官）の遺産を国際連合に寄附したことに始まる。創設後はRao Yuan（現会長）とRao Joan夫婦が国際教育事業を中心にアジア地域と西洋文化の融合・交流に尽力してきた。

## 沿革
- 2015年3月：国連本部に新たな国際祝日「国際孤児の日」を申請
- 2015年4月：中国河南省項城市昌福学校（孤児院）への支援活動

## 組織

### P.R.I.D.E本部
米国カリフォルニア州ロサンゼルスに存在する。1990年創設、1999年国連経済社会理事会特別諮問機関に認定。代表はRao Yuan（会長）。
主な業務は次のとおり。
- 国際教育事業
- アジア地域と西洋文化の融合・交流事業
- 国際連合経済社会理事会とその関連機関へのオブザーバー派遣
- 地区本部の統括支援

### アジア太平洋地区本部（PRIDE-asia）
中国上海市に存在し、アジア地域およびASEAN地域を統括する。2013年創設。代表は趙元洪（幹事長）。
主な業務は次のとおり。
- 国際孤児支援事業
- 貧困地域教育支援事業
- 高齢者介護支援事業
- 災害地域支援事業
- 異文化交流事業
- その他、国際貢献・人道支援事業

### オフィス
- ニューヨーク（アメリカ）
- 日本 (一般社団法人 太平洋地域発展及び教育組織)
- ジュネーヴ（スイス）
- ウィーン（オーストリア）
- メキシコシティ（メキシコ）